# Polska Stacja
PolskaStacja – polskie radio internetowe. Według informacji pochodzących od właścicieli, radia PolskaStacja słucha każdego dnia ponad 100 tys. internautów. Radio rozpoczęło swoją działalność w grudniu 2004 roku od prezentowania kolęd i muzyki świątecznej. W styczniu 2005 roku zmieniło format muzyczny na wyłącznie polskie utwory, następnie sukcesywnie uruchamiało kolejne kanały muzyczne.

## Kanały
Obecnie radio oferuje 71 sformatowanych kanałów muzycznych:
- HOT 100 - Gorąca Setka Nowości
- Muzyka Na TOPIE
- Tylko Polskie Przeboje
- Największe Przeboje 80 90
- Największe Przeboje 60 70
- Dance 100
- Polskie Niezapomniane Przeboje
- Przeboje We Dwoje
- DISCO POLO RADIO
- 80s & Italo Disco
- Tylko ROCK
- Piosenki z Filmów
- Poezja Śpiewana i nie tylko ...
- HardStyle
- Drum And Bass
- CCM - Contemporary Christian
- Polska Muzyka Chrześcijańska
- Eurowizja
- Soul
- Ballady Rockowe
- Electro-House
- Polski Hip Hop
- RnB
- Muzyka Francuska
- Szanty
- Blues
- Era DISCO
- Etno POP
- Mocne Brzmienie Rocka
- Smooth Jazz
- ITALIA
- Klasyka Muzyki Elektronicznej
- Club HITS
- HOT House
- DJ TOP 50
- Chillout
- Modern ROCK
- Country
- PARTY
- TRAX (techno,trance)
- JAZZ
- FOLK
- Biesiada
- Klasycznie
- Muzyka Filmowa
- HIP HOP
- House & Dance
- Dzieciom
- Latino
- EDEN (New Age & World Music)
- W rytmie REGGAE
- Bollywood
- Boysband And Girlsband
- Dancehall
- Muzyka Ludowa
- Biesiada Śląska
- Polskie Reggae
- Polski Power Dance
- Gothic
- Trance Vocal
- Fashion
- Funky House
- House Progressive
- Ibiza Hits
- Lounge
- Polska Scena Alternatywna
- Przeboje Na Lato
- Punk
- Electro
- Premiery i Nowości Muzyczne
- Indie Rock